# Труд (вестник)
Вижте пояснителната страница за други значения на Труд.
„Труд“ е български всекидневник.

## История
Първият брой на вестника излиза на 1 март 1936 година в град София. След промените през 1944 година вестникът излиза под името „Знаме на Труда“ и е седмичник, който отразява промените в развиващата се Народна република България. Тогава вестникът е в ръцете на Общия работнически професионален съюз. На 15 септември 1946 г. вестникът си връща името „Труд“. От 1992 година е частен национален всекидневник. От 3 януари 1994 г. до 31 декември 2008 г. вестникът се нарича „Дневен труд“.

## Рубрики
- Новините
- Право и ред
- Пари & пазари
- Общество и анализи
- Свят
- Култура
- Лица
- Любопитно
- Спорт

## Приложения
- Труд плюс

## Екип

### Главен редактор: Петьо Блъсков
Първи зам. главен редактор: Петьо П. Блъсков
Управляващи редактори: Николай Петров, Христо Кьосев
- Вътрешни новини: Павлина Живкова, Биляна Веселинова, Георги Бойков, Даниела Кръстанова, Елена Попова, Лилия Ангелова, Таня Дачева, Денис Медаров
- Бизнес: Любен Лесидренски, Десислава Николова, Адрияна Никифорова, Катерина Ковачева
- Общество: Милена Бойчева, Емил Спахийски, Благовест Бенишев, Пламен Енчев
- Право и ред: Александър Ботев, Цветан Гемишев
- Култура: Владислав Апостолов, Елизабет Радкова
- Международни новини: Николай Петров
- Спорт: Владимир Памуков